# 제비 (영화)
《제비》는 2023년에 개봉한 대한민국의 영화이다.

## 캐스팅

### 주연
- 윤박 : 제비 역
- 장희령 : 은숙 역
- 유인수 : 현수 역
- 우지현 : 호연 역
- 박소진 : 은미 역

### 조연
- 박미현 : 은숙 역
- 이대연 : 현수 역
- 박명신 : 진경 역
- 전수진 : 어린 진경 역
- 박수영 : 김 과장 역
- 정승길 : 태목 역
- 김현목 : 어린 태목 역
- 구성환 : 상현 역